# Il certificato
Il certificato (titolo originale Tsertifikat) è un romanzo di Isaac Bashevis Singer, pubblicato nel 1967 in lingua yiddish, tradotto in inglese da Leonard Wolf (in collaborazione con l'autore) e pubblicato da Farrar, Straus and Giroux nel 1992 con il titolo The Certificate.

## Trama
David è un giovane scrittore yiddish spiantato che vorrebbe  emigrare in Palestina dalla Polonia. Dato che l'immigrazione è più facile per le coppie sposate, cerca di ottenere un certificato di matrimonio da una ricca donna il cui fidanzato vive già in Palestina. Il romanzo racconta anche i suoi problemi con l'eredità ebraica, gli stenti della vita e i progetti ideali di comunismo e sionismo.

## Edizioni italiane
- Isaac Bashevis Singer, Il certificato, collana La gaja scienza (n. 428), traduzione di Mario Biondi, Milano, Longanesi, 1994, ISBN 88-304-1190-6.
- Isaac Bashevis Singer, Il certificato, collana TEAdue (n. 596), traduzione di Mario Biondi, Milano, TEA, 1998, ISBN 88-7818-350-4.